# Peyriac-Minervois
Peyriac-Minervois é uma comuna francesa na região administrativa de Occitânia, no departamento de Aude. Estende-se por uma área de 10,19 km². Em 2010 a comuna tinha 1 175 habitantes (densidade: 115,3 hab./km²).